# 凡爾賽猶太會堂

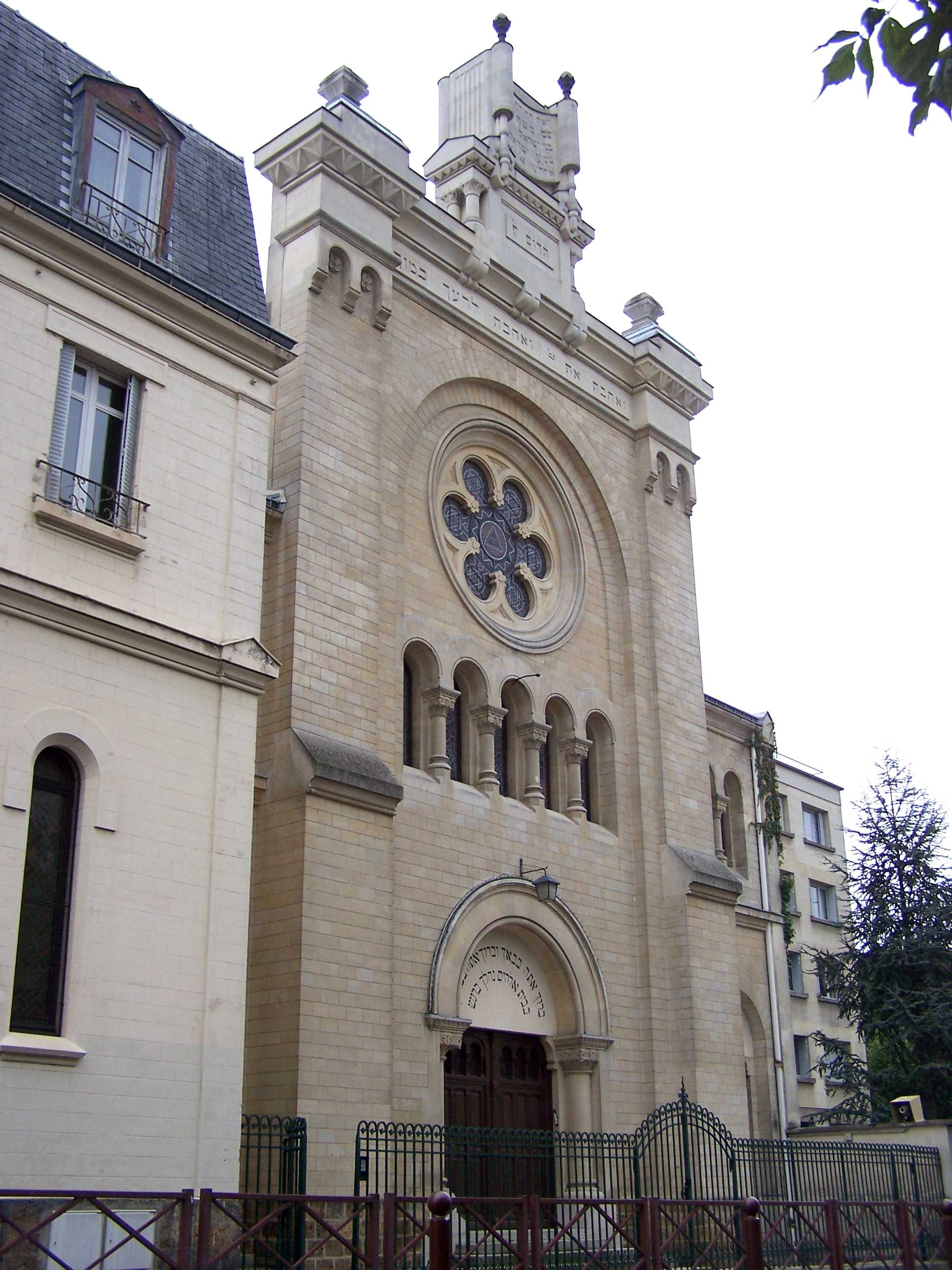
凡爾賽猶太會堂

凡爾賽猶太會堂（Versailles Synagogue）是法國城市凡爾賽的一座猶太會堂。這座猶太會堂是法蘭西島大區歷史最古老的猶太會堂之一，修建於1884年至1886年之間。

## 外部連結
- Site de la synagogue de Versailles （页面存档备份，存于）

48°48′38″N 2°08′12″E / 48.81056°N 2.13667°E